# Maserati 450S

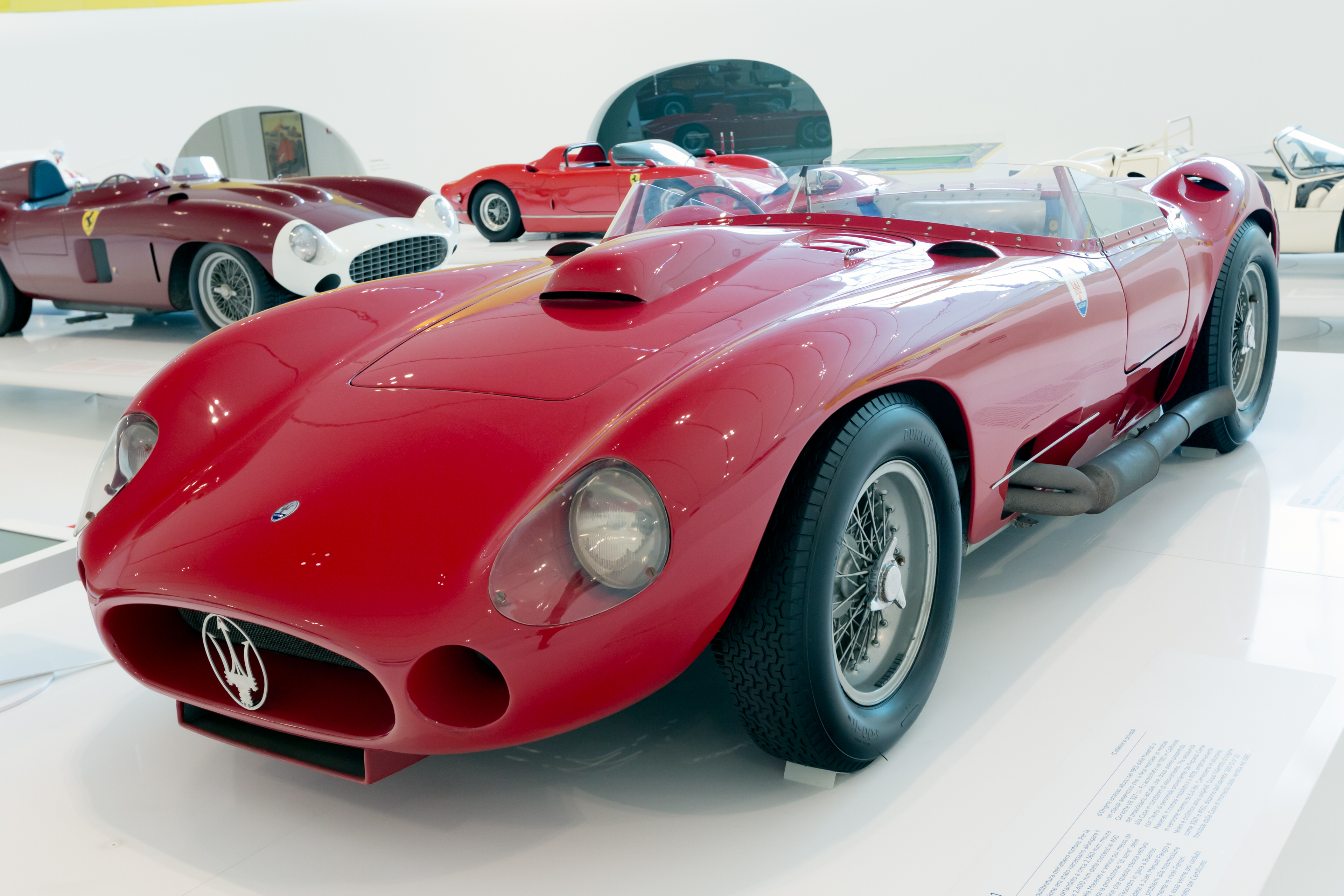
Maserati 450S

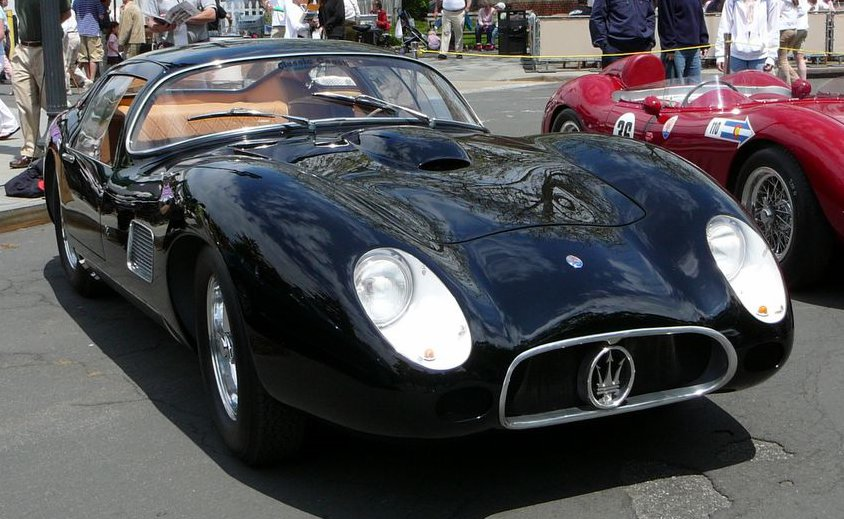
Maserati 450S Coupé Zagato

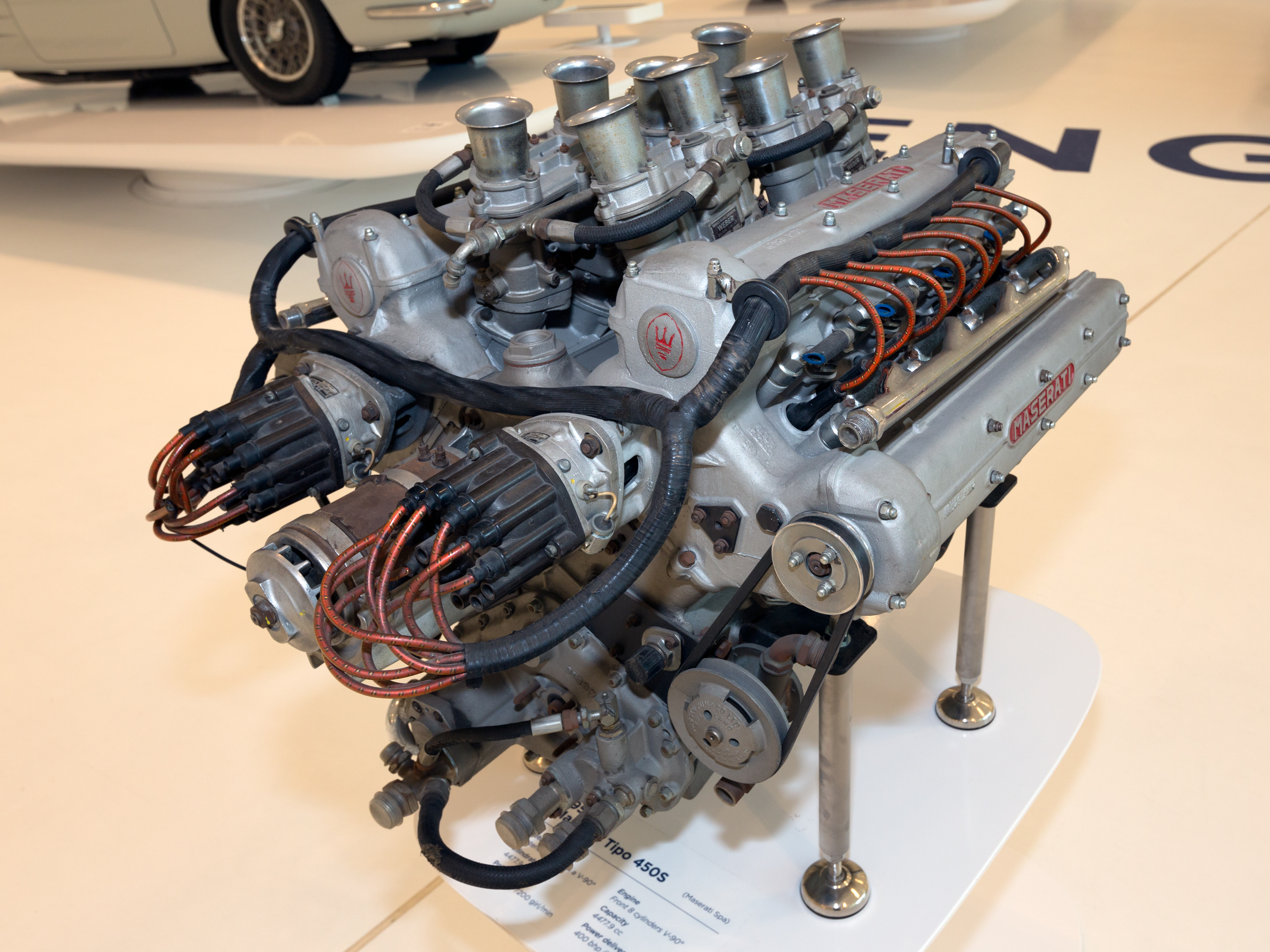
4,5-Liter-V8-Motor des Maserati 450S

Der Maserati 450S, auch Maserati 450 Sport, war ein Sportwagen-Prototyp, der 1956 bei Maserati entwickelt wurde.

## Entwicklungsgeschichte und Technik
Der 450S war das Nachfolgemodell der Maserati-Typen 300S und 350S. Maserati entwickelte dieses Fahrzeug vor allem, um beim ewigen Wettstreit gegen die Scuderia Ferrari nicht ins Hintertreffen zu geraten. Herzstück des Wagens war der 4,5-Liter-V8-Motor. Schon 1954 hatte die aufwendige Arbeit an dem komplexen Triebwerk begonnen. Die ersten Testläufe auf dem Prüfstand verliefen wenig erfolgversprechend. Das Triebwerk erzeugte erhebliche Vibrationen und zerstörte dabei immer wieder die Auspuffkrümmer. Ein verbesserter Motor wurde 1956 in das Chassis 3501 eingebaut. Dieses eigentlich schon für den 450S geplante Fahrgestell wurde 1956 für den 350S benötigt, um den 3,5-Liter-6-Zylinder-Reihenmotor aufnehmen zu können. Dieser Wagen wurde bei der Mille Miglia 1956 bei einem Unfall erheblich beschädigt, am Steuer saß Stirling Moss. Das Fahrgestell wurde neu aufgebaut, erhielt nunmehr den 4,5-Liter-Motor und wurde als Fahrgestell 4501 zum ersten 450S.
Zu Testzwecken wurde Fahrgestell 4501 Ende 1956 nach Schweden zum 1000-km-Rennen von Kristianstad gebracht, um weitere Änderungen am Motor wie eine neue Kurbelwelle testen zu können. Das Fahrzeug wurde nur im Training bewegt und dort von Moss, Harry Schell und Piero Taruffi gefahren.
In vielen Publikationen wird die gebaute Stückzahl der 450S mit elf Einheiten angegeben; die ist allerdings umstritten, da zum Beispiel aus dem Fahrgestell 4501 des ursprünglichen 350S später das Zagato-Coupé wurde. Zieht man diese beiden Wagen ab, bleiben neun neu gebaute Fahrgestelle übrig. Bis auf das Zagato-Auto kamen alle rechtsgesteuerten Spider-Karosserien von Fantuzzi. Äußerlich ähnelten die Fahrzeuge der Bauform des 300S. Die Ausbuchtungen auf der Motorhaube waren kleiner und der Auspuff bestand aus zweimal vier Rohren, die ein gemeinsames Endstück hatten. 1957 wurde die Zündung verbessert und neue Stoßdämpfer kamen zum Einsatz. Die Übersetzung des Getriebes wurde durch einen Overdrive verlängert.
Ähnlich den Ferrari-Modellen 315S und 335S galt der 450S als schwer zu fahrendes fast brachiales Fahrzeug, das bei Ausspielen der vollen Leistung schwer zu beherrschen war. Der 400 PS starke Motor ermöglichte eine Höchstgeschwindigkeit von ca. 300 km/h. Die Maserati-Teamführung ließ daher nur die erfahrensten Werksfahrer ans Steuer und war bei der Weitergabe der Wagen an Privatteams sehr zögerlich.
Eine Besonderheit war das Coupé, das 1957 auf das Fahrgestell 4501 von Zagato karossiert wurde. Das formschöne Fahrzeug wurde von Frank Costin wesentlich mitgestaltet. Nachteil für die Fahrer war die extreme Hitze im Cockpit, die durch eine bessere Belüftung 1958 verringert wurde. Da war dieses Fahrzeug nach einer Reglementänderung in der Sportwagen-Weltmeisterschaft aber nicht mehr startberechtigt und wurde nur mehr in den USA gefahren.

## Renngeschichte
Das Renndebüt gab der 450S beim 1000-km-Rennen von Buenos Aires 1957, das zur Sportwagen-Weltmeisterschaft 1957 zählte; am Steuer Juan Manuel Fangio und Stirling Moss. Nach 57 gefahrenen Runden musste Fahrgestell 4501 mit Differentialschaden abgestellt werden. Der zweite Einsatz brachte den ersten Sieg. Beim 12-Stunden-Rennen von Sebring gewannen Fangio und Jean Behra mit einem Vorsprung von zwei Runden auf die Teamkollegen Moss und Schell, die das Rennen auf einem 300S bestritten.
Die Mille Miglia wurde vom tödlichen Unfall Alfonso de Portagos überschattet. Außer de Portago fanden sein Beifahrer und neun Zuschauer den Tod. Moss kam im 450S nur zwölf Kilometer weit, dann brach das Bremspedal und er musste aufgeben. Beim 1000-km-Rennen auf dem Nürburgring und bei den 24 Stunden von Le Mans gab es jeweils Doppelausfälle. Schell und Moss fuhren das Zagato-Coupé und schieden noch am Samstagnachmittag mit einem Schaden am Achsschenkel aus. Knapp davor war schon der Spider von Behra und André Simon nach einem Unfall ausgeschieden. Der Sieg von Behra und Moss beim 1000-km-Rennen von Kristianstad hatte die Weltmeisterschaft wieder spannend gemacht, ehe es zum für die Maserati-Fahrer eigentümlichen Rennen in Caracas kam. Vor dem Rennen verblüffte Maserati-Rennleiter Nello Ugolini seine Fahrer mit einer befremdlichen Botschaft: Die Werksleitung in Modena habe die Werkswagen bereits verkauft, weshalb sie in keiner Weise beschädigt werden dürften. Prompt wurden alle Maserati, die im Training deutlich schneller waren als die Ferrari, durch Unfälle teilweise komplett zerstört. Stirling Moss im 450S prallte beim Versuch, einem langsamen Fahrzeug auszuweichen, in eine Mauer und beschädigte den Wagen erheblich. Beim zweiten 450S, der von Harry Schell gefahren wurde, platzte ausgerechnet beim Überholen des Teamkollegen Joakim Bonnier, der einen 300S pilotierte, ein Reifen; die Wagen kollidierten, wobei der Schell-Wagen Feuer fing und vollständig ausbrannte. Nachdem Masten Gregory im privat gemeldeten 450S schon in der ersten Runde nach einem Unfall in der Unterführung ausgefallen war, hatte Maserati keine Chance mehr auf den Weltmeistertitel. Ferrari feierte einen ungefährdeten Vierfachsieg und gewann den Titel.
Für Maserati war der Einsatz in Caracas einer der letzten Einsätze als Werksteam bei einer internationalen Motorsportveranstaltung. Der Verlust der drei Werkswagen, die trotz bestehender Verträge vorerst nicht verkauft werden konnten, erhöhte den Jahresverlust auf 455 Millionen Lire und stürzte die italienische Marke in eine große Krise.
Zwei Fahrgestelle konnten 1958 wieder aufgebaut und doch noch in die USA verkauft werden. Dort und in Südamerika liefen die 450S bis 1964 mit einigem Erfolg. Carroll Shelby gewann zum Beispiel 1958 das Sportwagenrennen Palm Springs. Insgesamt war dieses Maserati-Modell 28-mal siegreich; der letzte Erfolg war gleichzeitig der letzte Einsatz. Der Brasilianer Ciro Cayres gewann mit Fahrgestell 4503 im März 1964 ein Sportwagenrennen in seinem Heimatland.